# Eusexua
Eusexua — третий студийный альбом британской певицы и автора песен FKA twigs, выпущенный 24 января 2025 года лейблами Young Turks и Atlantic. Это её первый студийный альбом за последние пять лет, после Magdalene (2019), и первая полноценная работа за последние три года, после микстейпа Caprisongs (2022). В альбоме приняли участие Koreless и North West; последний исполняет песню на японском языке.
Eusexua также является заглавным треком и ведущим синглом с альбома, выпущенного 13 сентября 2024 года. «Perfect Stranger» и «Drums of Death» были двумя другими синглами, выпущенными с разницей примерно в месяц. Альбом получил признание музыкальных критиков, которые высоко оценили стиль производства, вокальные данные и написание песен.
Альбом возглавил танцевальные альбомные чарты Великобритании и США (в 4-й раз № 1 в Top Dance Albums Chart).

## История
15 марта 2023 года тогда ещё не названный трек «Striptease» был использован в рекламной кампании Calvin Klein, в которой также снялась FKA twigs. 1 октября 2023 года она выступила на показе Valentino на Неделе моды в Париже; выступление под названием Unearth Her включало треки, записанные с давним соавтором и продюсером Koreless для её готовящегося альбома. По словам Алекса Риготти из NME, в представленных песнях «чувствуется влияние грохочущего техно и мечтательных трансовых инструменталов».
Впервые FKA twigs начала анонсировать альбом в январе 2024 года, опубликовав ряд постов в своём Discord. Переехав в Прагу «за пару лет» до начала работы над фильмов «Ворон» (2024), она влюбилась в техно; в то же время она объяснила, что альбом не будет состоять из этого жанра, но будет нести его «дух», и она описала его как «глубокий, но не печальный».

## Отзывы
| Совокупная оценка    | Совокупная оценка |
| Источник             | Оценка            |
| -------------------- | ----------------- |
| AnyDecentMusic?      | 8.4/10            |
| Metacritic           | 87/100            |
| Оценки критиков      |                   |
| Источник             | Оценка            |
| AllMusic             | [ 7 ]             |
| The Arts Desk        | [ 8 ]             |
| Beats Per Minute     | 90/100            |
| The Independent      | [ 10 ]            |
| The Line of Best Fit | [ 11 ]            |
| NME                  | [ 12 ]            |
| Pitchfork            | 9.1/10            |
| Rolling Stone        | [ 14 ]            |
| The Skinny           | [ 15 ]            |

Альбом получил положительные отзывы музыкальной критики и интернет-изданий. Он получил 87 из 100 баллов на интернет-агрегаторе Metacritic на основе 24 рецензий.
Рецензируя альбом для AllMusic, Хизер Фарес назвала его коллекцией «некоторых из самых физических, исповедальных и дающих силы песен [FKA Twigs]» и написала, что FKA Twigs «провела слушателей через удивительно честный цикл песен. Сложности — это то, в чем её музыка преуспевает, и Eusexua изобилует ими». Рич Юзвиак из Pitchfork высоко оценил альбом, назвав его «мастерским моментом поп-звезды» и проведя сравнения с Ray of Light Мадонны и You & Me Disclosure.

## Коммерческий успех
Альбом возглавил танцевальные альбомные чарты Великобритании и США. Причём в 4-й раз № 1 в Top Dance Albums Chart после того, как FKA Twigs ранее лидировала с LP1 (2014), Magdalene (2019) и Caprisongs (2022). Выпущенный 24 января на лейблах Young/Atlantic/AG, альбом открывает неделю, завершившуюся 30 января в США, с 21 000 эквивалентных альбомных единиц, согласно данным Luminate. Из них 12 000 пришлось на чистые продажи, что позволило альбому дебютировать на 3 месте в рейтинге Top Album Sales. Особенно высокими были продажи виниловых дисков - 7 000, благодаря чему альбом также дебютировал на 3-м месте в рейтинге виниловых альбомов Vinyl Albums. Четыре альбома № 1 позволили ей вместе с Aphex Twin, Линдси Стирлинг, M.I.A., Marshmello и Pet Shop Boys занять пятое место в списке лучших танцевальных альбомов за 24-летнюю историю, уступив только Леди Гаге и Louie DeVito (по семь чарттопперов), Daft Punk и Chainsmokers (по шесть). Альбом прервал 33-х недельное лидерство в Top Dance Albums певицы Charli XCX с диском Brat.

## Список композиций
| №                   | Название                             | Автор(ы)                                                                                 | Продюсеры                                                        | Длительность |
| ------------------- | ------------------------------------ | ---------------------------------------------------------------------------------------- | ---------------------------------------------------------------- | ------------ |
| 1.                  | «Eusexua»                            | Талия Барнетт Lewis Roberts Alexandra Drewchin Ethan P. Flynn                            | Koreless FKA Twigs Eartheater Sasha [a] Bapari [a] Two Shell [a] | 4:24         |
| 2.                  | «Girl Feels Good»                    | Barnett Roberts Dougie F. Mark Williams Raul Cubina Alastair O'Donnell                   | Aod FKA Twigs Felix Joseph Koreless Marius de Vries Ojivolta     | 3:56         |
| 3.                  | «Perfect Stranger»                   | Barnett Roberts Williams Mikkel S. Eriksen Cubina Tor Erik Hermansen                     | Koreless Stargate Ojivolta FKA Twigs Stuart Price [a]            | 3:17         |
| 4.                  | «Drums of Death» (with Koreless)     | Barnett Tintin Freeman Roberts Kwon Ji-yong Robin L. Cho                                 | Koreless                                                         | 3:11         |
| 5.                  | «Room of Fools»                      | Barnett Roberts De Vries                                                                 | FKA Twigs Koreless                                               | 4:25         |
| 6.                  | «Sticky»                             | Barnett Roberts Williams Cubina Jimmy Napes                                              | FKA Twigs Koreless Jonny Leslie [a] Joseph [a] Ojivolta [a]      | 2:57         |
| 7.                  | «Keep It, Hold It»                   | Barnett Roberts Nico Jaar De Vries                                                       | FKA Twigs Koreless De Vries [a] Jaar [a]                         | 4:32         |
| 8.                  | «Childlike Things» (with North West) | Barnett Mike Chapman Simon Pilton                                                        | Bhasker Koreless Ojivolta Korpse [a]                             | 2:30         |
| 9.                  | «Striptease»                         | Barnett Dylan Brady Roberts De Vries Williams Cubina                                     | FKA Twigs Koreless De Vries Ojivolta Brady [a] Joseph [a]        | 4:43         |
| 10.                 | «24hr Dog»                           | Barnett Flynn Roberts Williams Cubina                                                    | Koreless De Vries [a]                                            | 4:41         |
| 11.                 | «Wanderlust»                         | Barnett Roberts Timmaz Zolleyn Emile Haynie Amanda Ghost Price Williams Cubina Ed Thomas | FKA Twigs Koreless De Vries Ojivolta Price Tic                   | 4:17         |
| Общая длительность: | Общая длительность:                  | Общая длительность:                                                                      | Общая длительность:                                              | 42:58        |

| №                   | Название            | Длительность |
| ------------------- | ------------------- | ------------ |
| 12.                 | «The Eleven»        | 11:11        |
| Общая длительность: | Общая длительность: | 54:09        |

Замечания
- ↑  дополнительный продюсер

## Чарты
| Чарт (2025)                                  | Высшая позиция |
| -------------------------------------------- | -------------- |
| Австралия (ARIA)                             | 59             |
| Бельгия/Фландрия (Ultratop)                  | 16             |
| Бельгия/Валлония (Ultratop)                  | 22             |
| Канада (Canadian Albums Chart)               | 42             |
| Нидерланды (Album Top 100)                   | 32             |
| Финляндия (Suomen virallinen lista)          | 34             |
| Франция (SNEP)                               | 67             |
| Германия (Offizielle Top 100)                | 37             |
| Ирландия (Irish Albums Chart)                | 28             |
| Япония Digital Albums (Oricon)               | 44             |
| Литва (AGATA)                                | 36             |
| Новая Зеландия (RMNZ)                        | 21             |
| Шотландия (Scottish Albums Chart)            | 4              |
| Швейцария (Schweizer Hitparade)              | 13             |
| Великобритания (UK Albums Chart)             | 3              |
| Великобритания (UK Dance Albums Chart)       | 1              |
| Великобритания (UK Independent Albums Chart) | 1              |
| США (Billboard 200)                          | 24             |
| США (Billboard Dance/Electronic Albums)      | 1              |